# Route nationale 56 (Luxemburg)
Die  2,024 km lange Route nationale 56, Kürzel  N 56, ist teilweise eine Einbahnstraße, die die Stadtviertel Gare, Hollerich und Merl miteinander verbindet.

## Aktueller Verlauf (Stand 2023)
Die N 56 beginnt hinter dem Bahnhof Luxemburg am Place de la Gare etwa auf Höhe des -Parkhauses bzw. der früheren Hauptpost als Abzweig der N  aus Fahrtrichtung Westen.
Sie führt einmal quer durch den gesamten Stadtteil Hollerich bis hin zur Hollericher Kirche wo sie auf die N  trifft. Von der Kreuzung mit der Rue de la Fonderie an verläuft sie als 2-spurige Einbahnstraße bis auf den Place J.-B. Merkels vor der Hollericher Kirche. Der Verkehr, der aus Richtung Gare kommt, wird nach rechts auf den Seitenast N  abgeleitet.
Die N56 ist aktuell 2,024 km lang und wird im Volksmund meist nur Hollerecher Straße genannt.
Auf zahlreichen topographischen Kartenwerken wird die N56 meist mit der Schnellstraße B4 gleichgesetzt, was aber die tatsächlichen Gegebenheiten nicht korrekt wiedergibt (sh. nachfolgender Abschnitt Seitenäste).

## Seitenäste
Die N56 hat derzeit einen bereits bestehenden Ast, soll aber um drei weitere (* bereits in Betrieb, aber noch nicht als Nationalstraße gewidmet) erweitert werden:

### N56A
Der 650 m lange Abschnitt der N 56A ist die Zufahrt zum Merler Kreisverkehr in Fahrtrichtung Esch/Alzette. Die N 56A ist – wie der letzte Teil der Rue de Hollerich – als 2-spurige Einbahnstraße angelegt.
Auf Höhe der Rue de la Vallée kreuzt sich die N56A mit der N  (route d’Esch) und endet dort.

### N56B*
Die N 56B ist ein kurzer Zubringer in Fahrtrichtung Hollerich hinter dem Kreisverkehr Merl, der einen Zugang zum Bvd. Pierre Dupong in Richtung Campus Geeseknäppchen mit seinen acht Schulen ermöglicht.
Der Zubringer ist als 2-spurige Einbahnstraße konzipiert und insgesamt 46 m lang.

### N56C*
Die 56C ermöglicht Fahrzeugen mit Fahrtrichtung Hollerich auf der Höhe des Bvd. Pierre Dupong in die entgegengesetzte Fahrtrichtung auf die N  zurückzuwechseln.
Der kurze Wende-Zubringer ist als 2-spurige Einbahnstraße ausgelegt und insgesamt 69 m lang.

### N56D*
Wie die N56C ist auch die N 56D als eine Art Wende-Zubringer konzipiert.
Wer aus Fahrtrichtung Luxemburg-Merl kommend zurück in die Gegenrichtung wechseln möchte, der kann über die Querverbindung N 56D, die zusammen mit der N56 und der N56A eine Art langgezogenen Kreis bildet, zurück auf die N56 (Rue de l'Abattoir).
Der kurze Wende-Zubringer ist 114 m lang.

## Historische Entwicklung
Noch vor 1958 klassifiziert, ist N56 die Achse nicht Teil der N /B4, sondern mittels Gesetz vom 15. Dezember 2021 wurde diese unter Verwendung der alten, nördlich des heutigen Verlaufs der B4 gelegenen Trasse verlängert.
Über diese Trassenführung ist der Stadtteil Bahnhof und Hollerich direkt an den Kreisverkehr Merl und damit an das Autobahnnetz des Landes angebunden.

## Bildergalerie

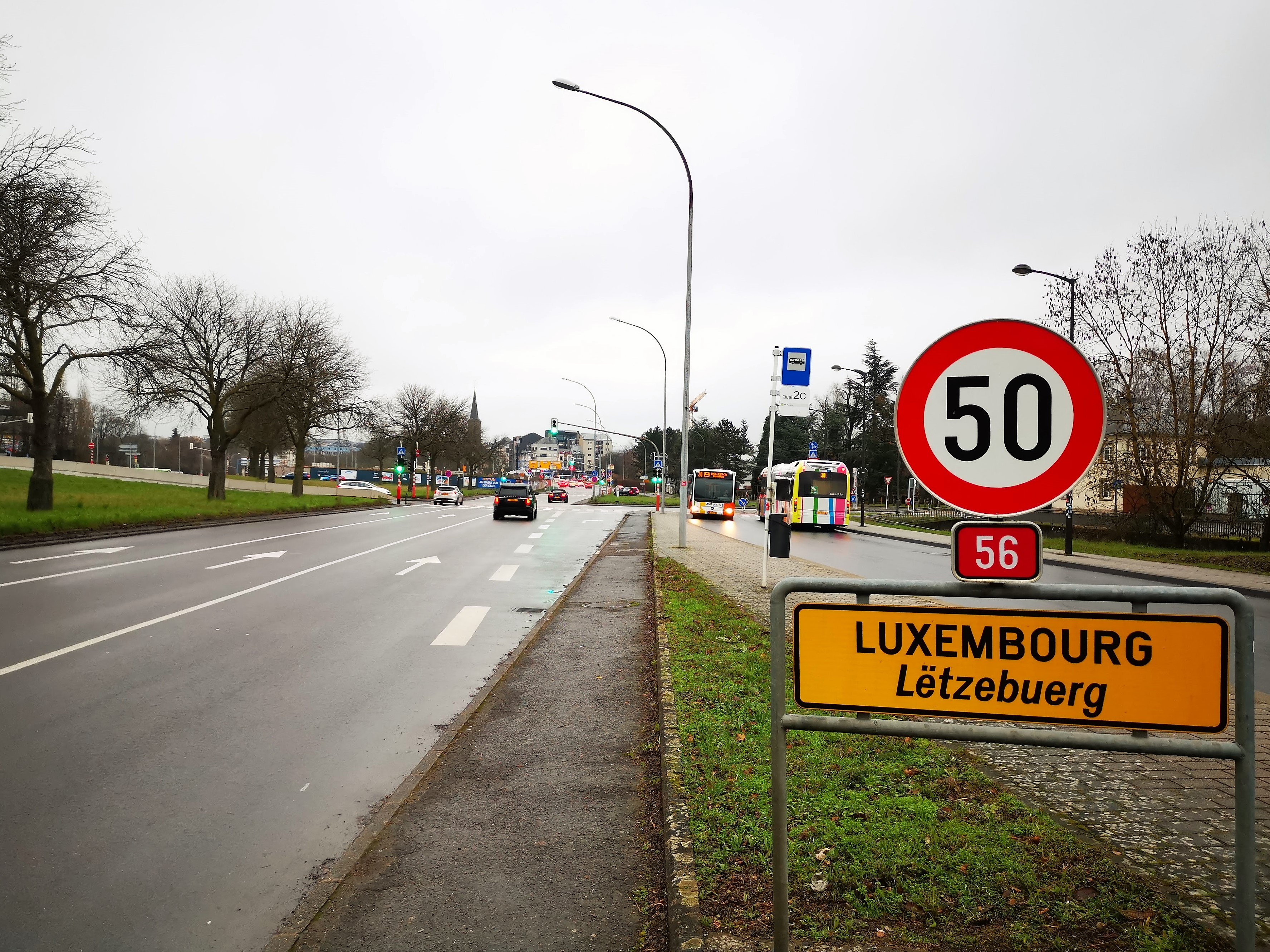
N56 in Merl; Blickrichtung Hollericher Kirche
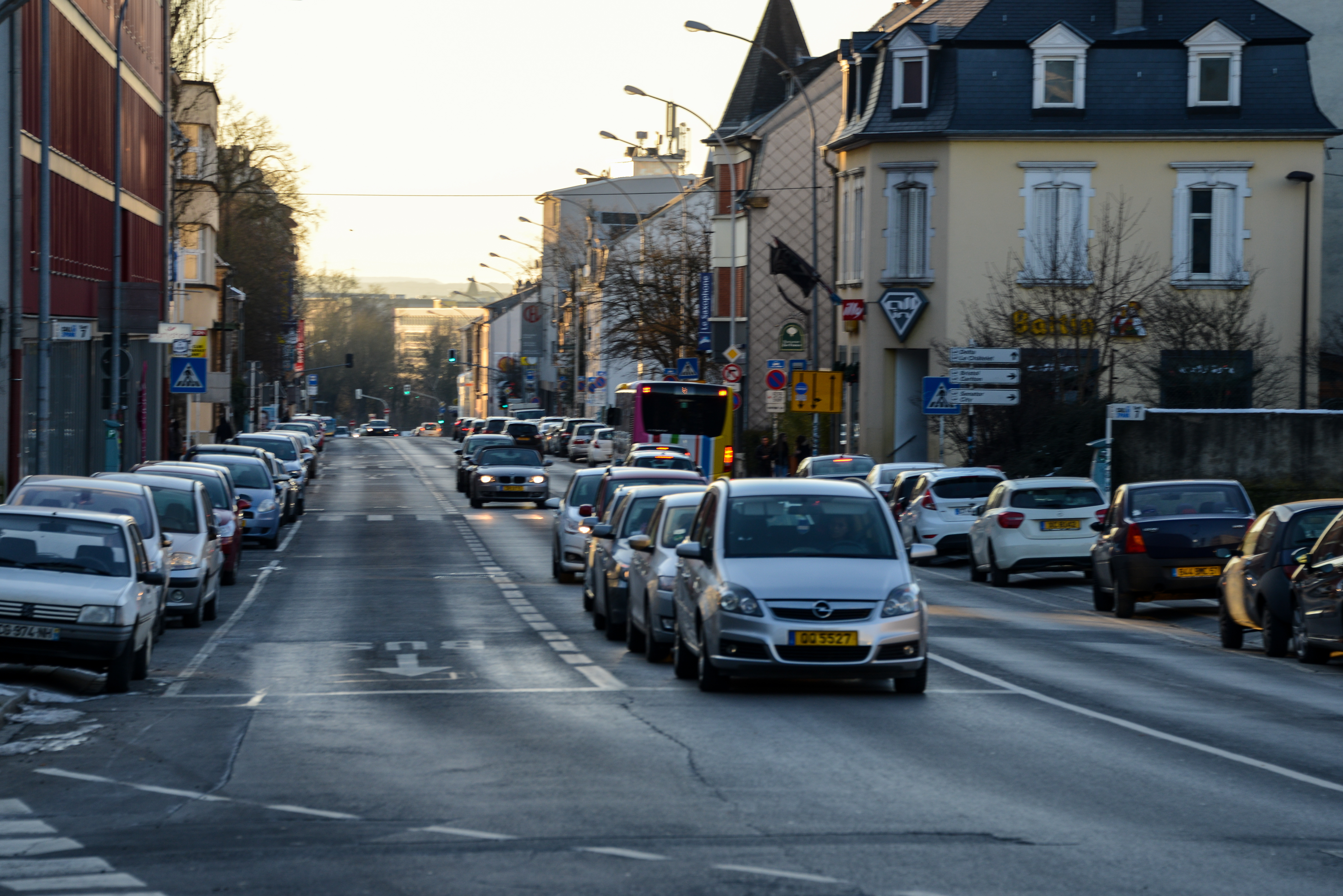
die N 56 als Rue de Hollerich (2-spurige Einbahnstraße)
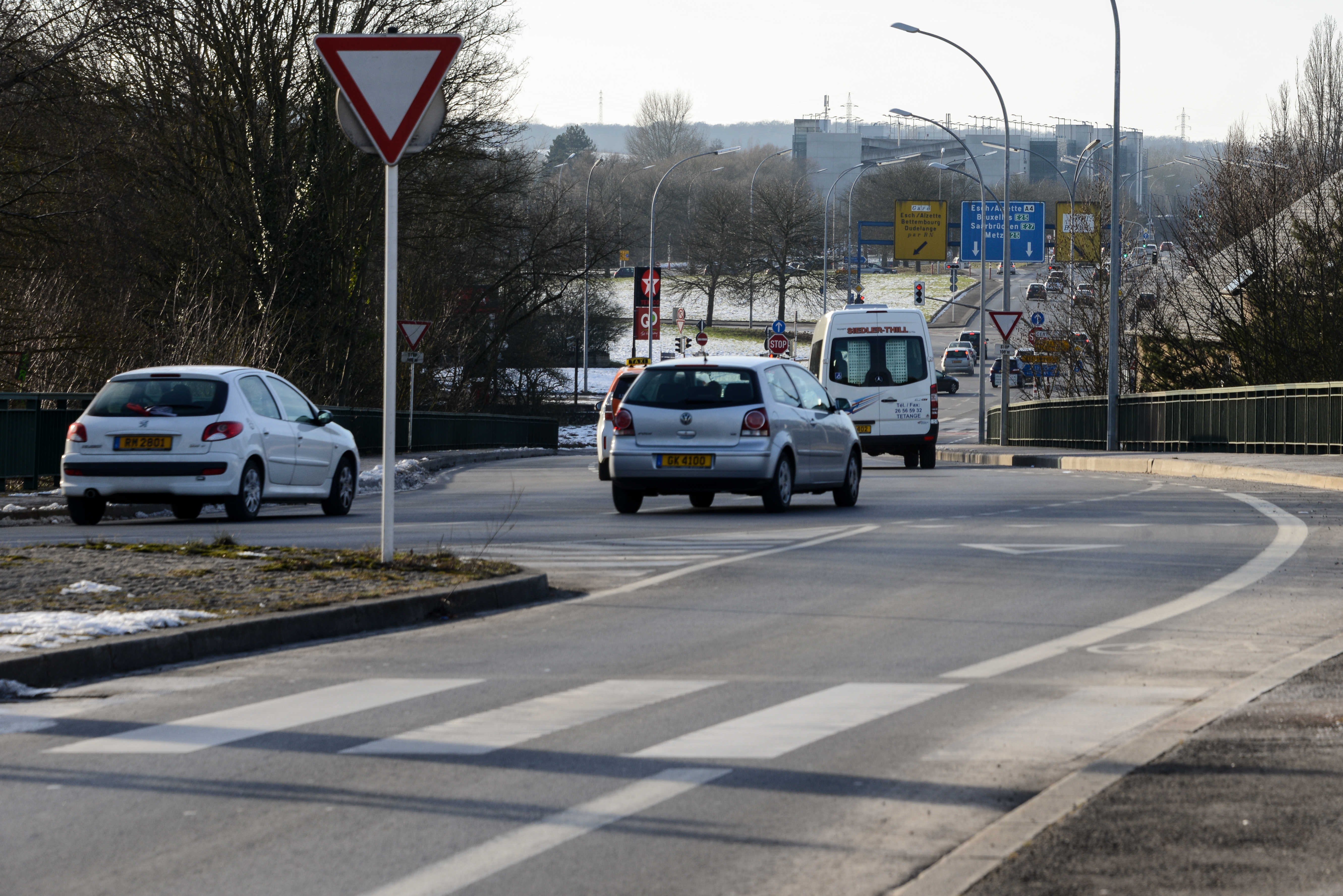
N56A am Bvd. Charles Marx
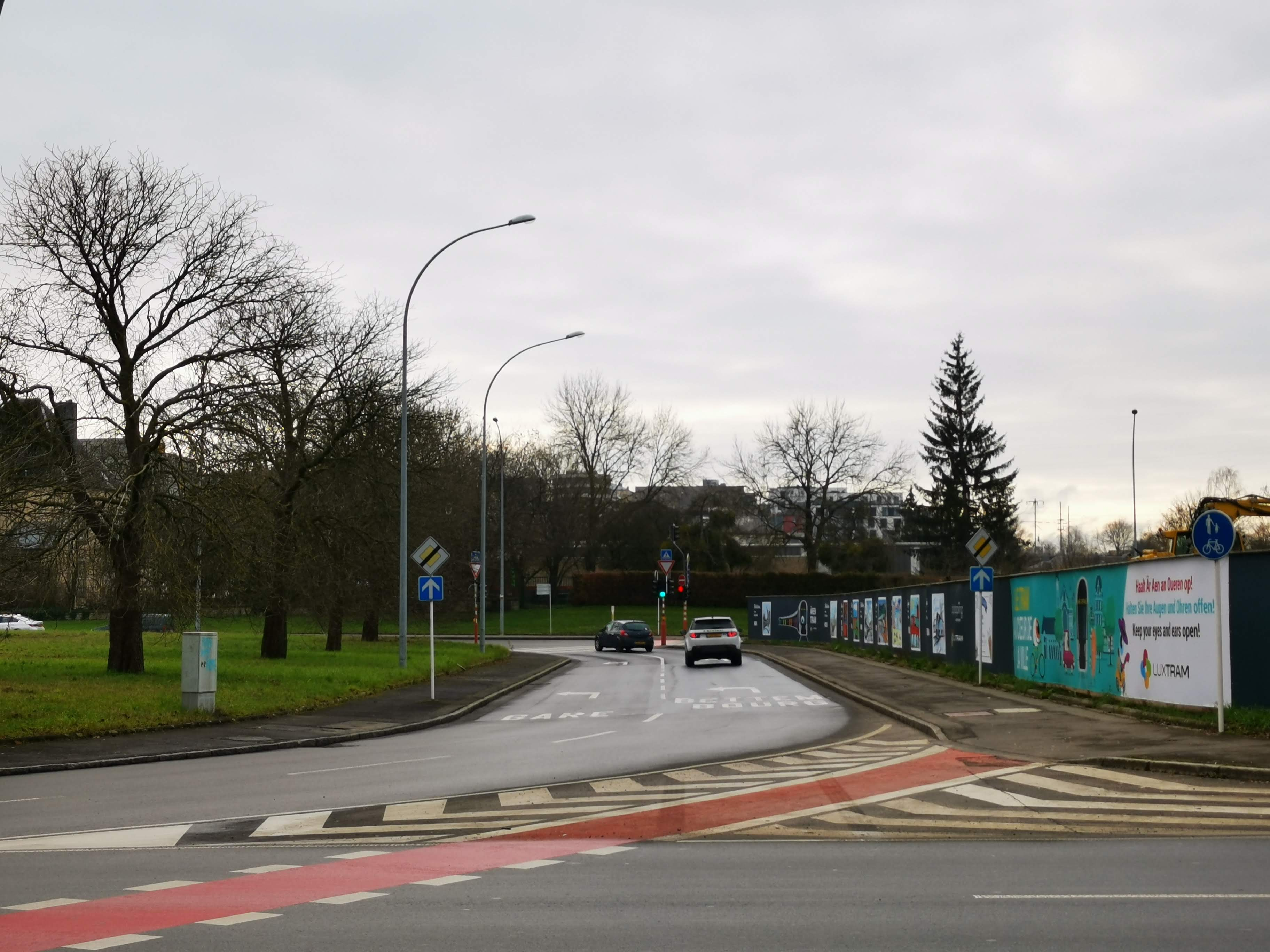
die komplette N56B
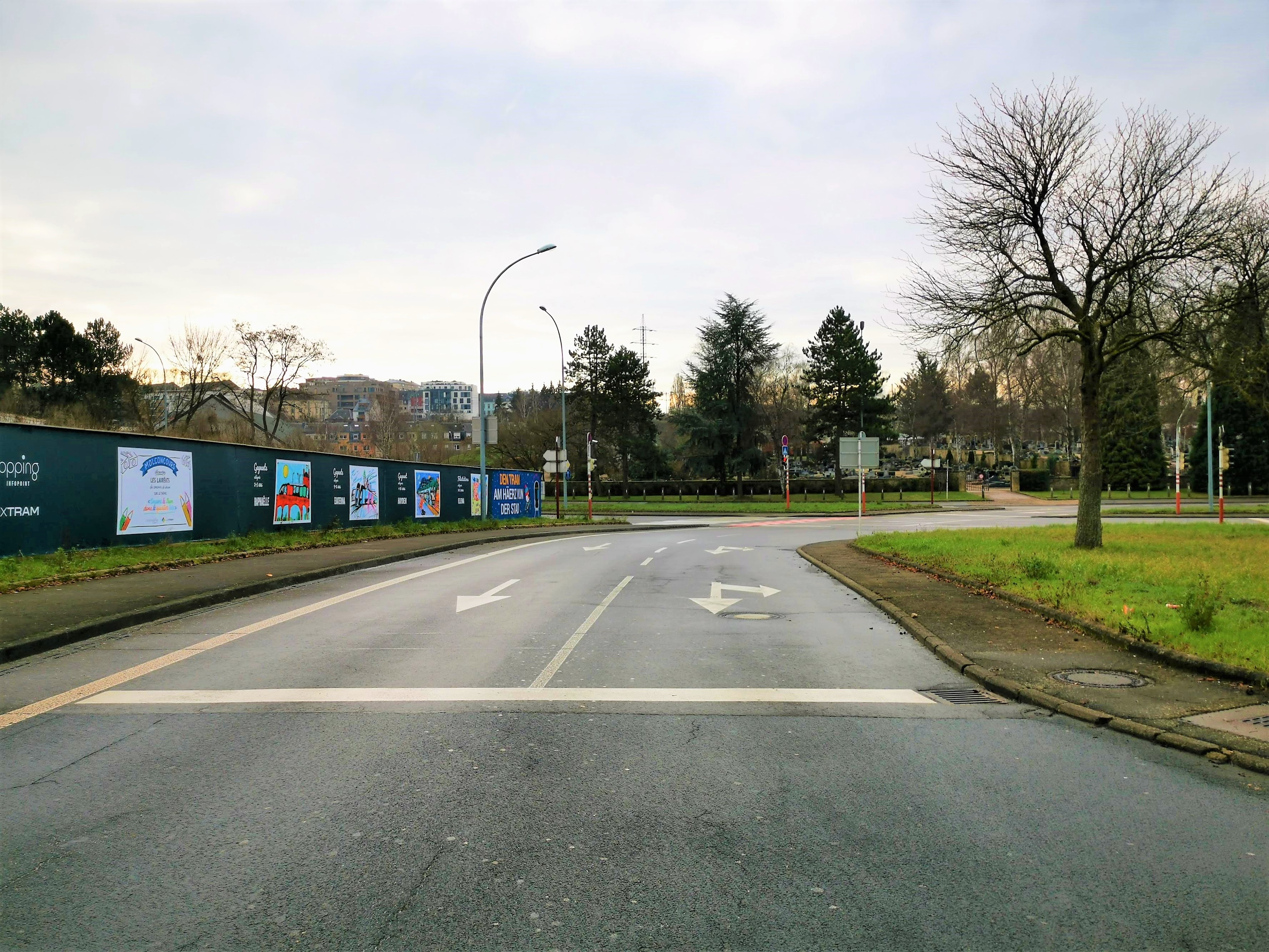
… und die N56C
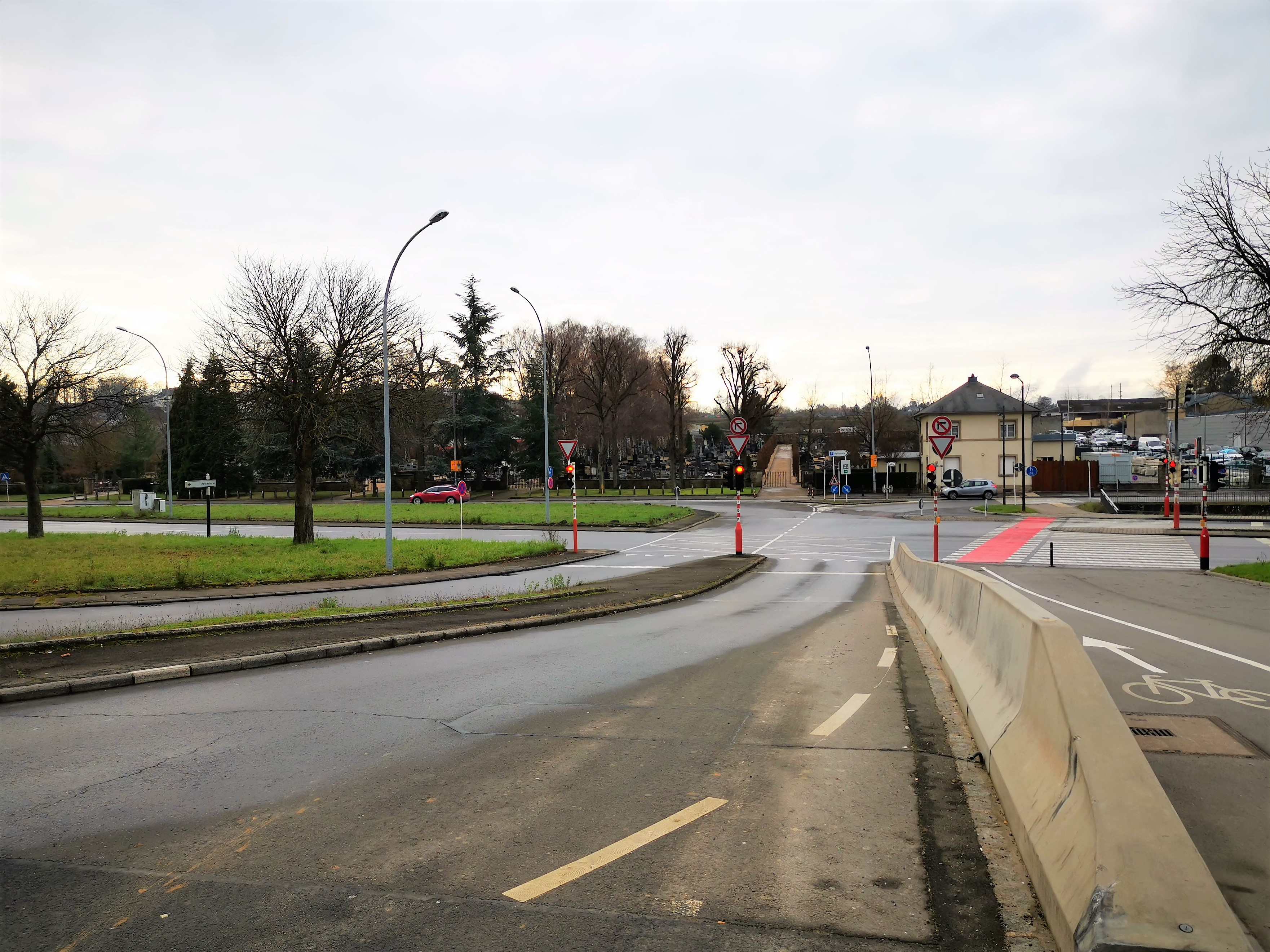
N56D